# 馬尼 (卡薩納雷省)

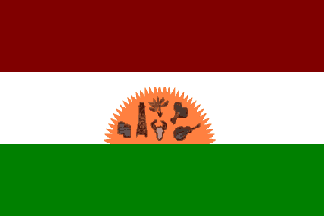

馬尼是哥倫比亞的城鎮，位於該國東部，由卡薩納雷省負責管轄，距離首府約帕爾81公里，始建於1865年，面積3,784平方公里，海拔高度164米，2005年人口10,493。
4°49′N 72°17′W / 4.817°N 72.283°W